# Renaud de Vichiers
Renaud de Vichiers o  de Vichy (Provincia di Champagne, ... – 20 gennaio 1256) è stato Gran Maestro dei Cavalieri templari dal 1250 al 1256.

## Biografia
Nato nella provincia di Champagne fu precettore di Francia e Gran Maresciallo dell'Ordine templare, eletto Gran Maestro dell'Ordine, dopo la morte di Guillaume de Sonnac avvenuta l'11 febbraio 1250 nella Battaglia di al-Mansura. In questa battaglia combatte anche Renaud de Vichiers al comando dei Templari in prima linea, e si distinte particolarmente per l'astuzia e il coraggio che dimostrò quando, nonostante la contrarietà di re Luigi IX di Francia, si lanciò alla carica con successo, in risposta all'accerchiamento dei musulmani. Quest'azione però venne rapidamente contrattaccata e l'avanguardia dell'esercito subi gravi perdite tra cui il fratello del re, Roberto I d'Artois.
Molto amico di san Luigi IX, contribuì con i suoi consigli a convincere il re a rimanere in Terra santa e riorganizzare l'esercito crociato.
Morì il 20 gennaio 1256.